# Sanremo-Festival 2025
Die 75. Ausgabe des Festival della Canzone Italiana di Sanremo fand 2025 vom 11. bis zum 15. Februar im Teatro Ariston in Sanremo statt und wurde von Carlo Conti moderiert.
Den Wettbewerb gewann Olly mit dem Lied Balorda nostalgia.

## Organisation

### Ausrichtung, Leitung und Moderation
Das Festival wurde vom öffentlich-rechtlichen Rundfunk Italiens Rai organisiert. Carlo Conti moderierte das Festival zum insgesamt vierten Mal und war gleichzeitig künstlerischer Leiter (direttore artistico) der Veranstaltung (wie bereits 2015–2017). An seiner Seite traten wechselnde Komoderatoren in Erscheinung: Antonella Clerici und Gerry Scotti (erster Abend), Bianca Balti, Cristiano Malgioglio und Nino Frassica (zweiter Abend), Miriam Leone, Elettra Lamborghini und Katia Follesa (dritter Abend), Mahmood und Geppi Cucciari (vierter Abend), Alessia Marcuzzi und Alessandro Cattelan (Finale). Regie führte Maurizio Pagnussat, das Bühnenbild stammte von Riccardo Bocchini und die musikalische Leitung übernahm Pinuccio Pirazzoli.

### Nebenbühnen
Auf einer Bühne auf der Piazza Colombo in Sanremo traten Raf, BigMama, Ermal Meta, Benji & Fede und Tedua auf. Auf der Costa Toscana vor Sanremo trat am Finalabend außerdem Planet Funk auf.

### Pressejury
Die Pressejury (Giuria della Sala Stampa, Tv e Web) bestand aus den für das Festival akkreditierten Journalisten aus Presse, Fernsehen und Onlinemedien.

### Radiojury
Die Radiojury (Giuria delle radio) bestand aus Vertretern italienischer Radiosender.

### Vorentscheidung zum Eurovision Song Contest
Wie üblich erhielt der Sieger des Sanremo-Festivals die Möglichkeit, für Italien am Eurovision Song Contest (ESC) teilzunehmen. Alle Teilnehmer mussten vor dem Finale angeben, ob sie diese Möglichkeit nutzen wollen. Sollte der Sieger die Teilnahme ablehnen oder nicht die Anforderungen erfüllen, die die Europäische Rundfunkunion für die ESC-Teilnahme stellt, würde die Rai die nächstplatzierten Teilnehmer nachnominieren. Nachdem Sieger Olly abgelehnt hatte, vertrat daher der Zweitplatzierte Lucio Corsi Italien beim ESC.

## Teilnehmende Beiträge
Die teilnehmenden Beiträge wurden (wie zuletzt 2020) in eine Hauptkategorie und eine Newcomer-Kategorie aufgeteilt. Ursprünglich sollte die Hauptkategorie 30 Beiträge umfassen, doch ein Teilnehmer (Emis Killa mit Demoni) zog sich vor Beginn des Festivals zurück.

### Regeln für Beiträge
Der Text aller Beiträge musste auf Italienisch verfasst sein. Einzelne Teile in Dialekt, Fremd- oder Fantasiesprachen waren zulässig, sofern der Beitrag insgesamt einen „italienischen Charakter“ behielt. Die Beiträge der Hauptkategorie durften darüber hinaus vor dem Festival noch nicht öffentlich aufgeführt worden sein. In der Hauptkategorie sollten Beiträge maximal 3:30 Minuten lang sein, in der Newcomer-Kategorie maximal 3:00 Minuten.

### Hauptkategorie (Campioni)
| Platzierung | Interpret                           | Lied                   | Autoren |
| ----------- | ----------------------------------- | ---------------------- | --- |
| 1           | Olly                                | Balorda nostalgia      | Olly, JVLI, Pierfrancesco Pasini                                                                                        |
| 2           | Lucio Corsi                         | Volevo essere un duro  | Lucio Corsi, Tommaso Ottomano                                                                                           |
| 3           | Brunori Sas                         | L’albero delle noci    | Brunori Sas |
| 4           | Fedez                               | Battito                | Fedez, Alessandro La Cava, Federica Abbate, Nicola Lazzarin                                                             |
| 5           | Simone Cristicchi                   | Quando sarai piccola   | Simone Cristicchi, Amara, Enrico Brunialti                                                                              |
| 6           | Giorgia                             | La cura per me         | Blanco, Michelangelo |
| 7           | Achille Lauro                       | Incoscienti giovani    | Achille Lauro, Sanpietro Masnzairi, Paolo Antonacci, Davide Simonetta, Daniele Nelli, Gregorio Calculli                 |
| 8           | Francesco Gabbani                   | Viva la vita           | Francesco Gabbani, Claudio Gabelloni, Pacifico, Davide Simonetta, Andrea Vittori, Giuseppe Zito                         |
| 9           | Irama                               | Lentamente             | Irama, Blanco, Michelangelo, Giuseppe Colonnelli                                                                        |
| 10          | Coma_Cose                           | Cuoricini              | Coma_Cose, Antonio Filippelli, Gianmarco Manilardi                                                                      |
| 11          | Bresh                               | La tana del granchio   | Bresh, Luca Di Biasi, Giorgio De Lauri, Luca Ghiazzi                                                                    |
| 12          | Elodie                              | Dimenticarsi alle 7    | Elodie, Davide Petrella, Davide Simonetta                                                                               |
| 13          | Noemi                               | Se t’innamori muori    | Mahmood, Blanco, Michelangelo                                                                                           |
| 14          | The Kolors                          | Tu con chi fai l’amore | The Kolors, Davide Petrella, Calcutta, Zef                                                                              |
| 15          | Rocco Hunt                          | Mille vote ancora      | Rocco Hunt, Davide Simonetta, Zef, Paolo Antonacci, Lorenzo Santarelli, Marco Salvaderi, Gabriel Rossi                  |
| 16          | Willie Peyote                       | Grazie ma no grazie    | Willie Peyote, Daniel Bestonzo, Antonino Romeo, Raige                                                                   |
| 17          | Sarah Toscano                       | Amarcord               | Sarah Toscano, Jacopo Ettorre, Federica Abbate, Federico Mercuri, Giordano Cremona, Leonardo Grillotti, Eugenio Maimone |
| 18          | Shablo mit Guè, Joshua und Tormento | La mia parola          | Shablo, Tormento, Guè, Joshua, Ernesto Canocchia, Vincenzo Luca Faraone, Roberto Lamanna, Edoardo Medici                |
| 19          | Rose Villain                        | Fuorilegge             | Rose Villain, Federica Abbate, Nicola Lazzarin, Sixpm                                                                   |
| 20          | Joan Thiele                         | Eco                    | Joan Thiele, Federica Abbate, Mace, Emanuele Triglia                                                                    |
| 21          | Francesca Michielin                 | Fango in paradiso      | Francesca Michielin, Davide Simonetta, Alessandro Raina                                                                 |
| 22          | Modà                                | Non ti dimentico       | Francesco Silvestre |
| 23          | Massimo Ranieri                     | Tra le mani un cuore   | Tiziano Ferro, Nek, Giulia Anania, Marta Venturini                                                                      |
| 24          | Serena Brancale                     | Anema e core           | Serena Brancale, Federica Abbate, Jacopo Ettorre, Manuel Finotti, Nicola Lazzarin                                       |
| 25          | Tony Effe                           | Damme ’na mano         | Tony Effe, Luca Faraone, Drillionaire                                                                                   |
| 26          | Gaia                                | Chiamo io chiami tu    | Gaia, Davide Petrella, Zef                                                                                              |
| 27          | Clara                               | Febbre                 | Clara, Jacopo Ettorre, Madame, Dardust, Federica Abbate                                                                 |
| 28          | Rkomi                               | Il ritmo delle cose    | Rkomi, Jacopo Ettorre, Matteo Pierotti, Francesco Catitti, Vincenzo Faraone, Shablo                                     |
| 29          | Marcella Bella                      | Pelle diamante         | Marcella Bella, Senatore Cirenga, Andrea Simoncini, Pasquale Mammaro, Marco Rettani                                     |

### Newcomer-Kategorie (Nuove Proposte)
Die vier Beiträge der Newcomer-Kategorie wurden über die Wettbewerbe Sanremo Giovani und Area Sanremo ausgewählt.
| Platzierung         | Interpret                                   | Lied                                                                        | Autoren                                                                  |
| ------------------- | ------------------------------------------- | --------------------------------------------------------------------------- | ------------------------------------------------------------------------ |
| 1                   | Settembre                                   | Vertebre                                                                    | Settembre, Laura Di Lenola, Manuel Finotti                               |
| 2                   | Alex Wyse                                   | Rockstar                                                                    | Alessandro Rina, Francesco Facchinetti, Matteo Ieva                      |
|                     | Maria Tomba                                 | Goodbye (voglio Good Vibes)                                                 | Alfredo Bruno, Maria Tomba, Giulia Guerra, Mirko Guerra, Salvatore Mineo |
| Vale LP & Lil Jolie | Dimmi tu quando sei pronto per fare l’amore | Alessandro De Crescenzo, Enrico Dadone, Madame, Mario Cianchi, Vale LP, Zef |                                                                          |

## Preise
- Sieger: Olly – Balorda nostalgia
- Sieger der Newcomer-Kategorie: Settembre – Vertebre
- Kritikerpreis: Lucio Corsi – Volevo essere un duro
- Kritikerpreis in der Newcomer-Kategorie: Settembre – Vertebre
- Pressepreis: Simone Cristicchi – Quando sarai piccola
- Pressepreis in der Newcomer-Kategorie: Settembre – Vertebre
- Preis für den besten Text: Brunori Sas – L’albero delle noci
- Preis für die beste Komposition: Simone Cristicchi – Quando sarai piccola
- Preis für das beste Cover (vierter Abend): Giorgia mit Annalisa – Skyfall (Adele)
- Preis für das Lebenswerk: Iva Zanicchi

## Abende

### Erster Abend
Am ersten Abend wurden alle 29 Lieder der Hauptkategorie erstmals präsentiert. Darüber stimmte ausschließlich die Pressejury ab.
Komoderatoren des Abends waren Antonella Clerici und Gerry Scotti.

#### Auftritte derCampioni
| Reihenfolge des Auftritts | Interpret                           | Lied                   | Abstimmungsergebnisse (Pressejury) |
| ------------------------- | ----------------------------------- | ---------------------- | ---------------------------------- |
| 1                         | Gaia                                | Chiamo io chiami tu    | 23.                                |
| 2                         | Francesco Gabbani                   | Viva la vita           | 10.                                |
| 3                         | Rkomi                               | Il ritmo delle cose    | 28.                                |
| 4                         | Noemi                               | Se t’innamori muori    | 7.                                 |
| 5                         | Irama                               | Lentamente             | 26.                                |
| 6                         | Coma_Cose                           | Cuoricini              | 8.                                 |
| 7                         | Simone Cristicchi                   | Quando sarai piccola   | 2.                                 |
| 8                         | Marcella Bella                      | Pelle diamante         | 27.                                |
| 9                         | Achille Lauro                       | Incoscienti giovani    | 5.                                 |
| 10                        | Giorgia                             | La cura per me         | 1.                                 |
| 11                        | Willie Peyote                       | Grazie ma no grazie    | 14.                                |
| 12                        | Rose Villain                        | Fuorilegge             | 17.                                |
| 13                        | Olly                                | Balorda nostalgia      | 6.                                 |
| 14                        | Elodie                              | Dimenticarsi alle 7    | 12.                                |
| 15                        | Shablo mit Guè, Joshua und Tormento | La mia parola          | 18.                                |
| 16                        | Massimo Ranieri                     | Tra le mani un cuore   | 16.                                |
| 17                        | Tony Effe                           | Damme ’na mano         | 29.                                |
| 18                        | Serena Brancale                     | Anema e core           | 21.                                |
| 19                        | Brunori Sas                         | L’albero delle noci    | 3.                                 |
| 20                        | Modà                                | Non ti dimentico       | 25.                                |
| 21                        | Clara                               | Febbre                 | 24.                                |
| 22                        | Lucio Corsi                         | Volevo essere un duro  | 4.                                 |
| 23                        | Fedez                               | Battito                | 11.                                |
| 24                        | Bresh                               | La tana del granchio   | 19.                                |
| 25                        | Sarah Toscano                       | Amarcord               | 22.                                |
| 26                        | Joan Thiele                         | Eco                    | 15.                                |
| 27                        | Rocco Hunt                          | Mille vote ancora      | 20.                                |
| 28                        | Francesca Michielin                 | Fango in paradiso      | 13.                                |
| 29                        | The Kolors                          | Tu con chi fai l’amore | 9.                                 |

#### Gäste
- Noa und Mira Awad (Sängerinnen)
- Jovanotti (Sänger und Rapper)
- Gianmarco Tamberi (Hochspringer)
- Dardust (Musiker)

### Zweiter Abend
Am zweiten Abend wurden 15 Beiträge der Hauptkategorie zum zweiten Mal aufgeführt. Über diese stimmten die Radiojury (50 %) und das Publikum über Televoting (50 %) ab. Parallel dazu fand der Newcomer-Wettbewerb statt: Je zwei Newcomer traten gegeneinander an, um sich für den dritten Abend zu qualifizieren. Darüber stimmten Pressejury (33 %), Radiojury (33 %) und Publikum (34 %) ab.
Komoderatoren des Abends waren Bianca Balti, Cristiano Malgioglio und Nino Frassica.

#### Auftritte derNuove Proposte
| Duell | Reihenfolge des Auftritts | Interpret           | Lied                                        | Abstimmungsergebnisse | Abstimmungsergebnisse | Abstimmungsergebnisse | Abstimmungsergebnisse |
| Duell | Reihenfolge des Auftritts | Interpret           | Lied                                        | Pressejury (33 %)     | Radiojury (33 %)      | Televoting (34 %)     | Insgesamt             |
| ----- | ------------------------- | ------------------- | ------------------------------------------- | --------------------- | --------------------- | --------------------- | --------------------- |
| I     | 1                         | Alex Wyse           | Rockstar                                    | 1.                    | 1.                    | 86,96 %               | 1.                    |
| I     | 2                         | Vale LP & Lil Jolie | Dimmi tu quando sei pronto per fare l’amore | 2.                    | 2.                    | 13,04 %               | 2.                    |
| II    | 3                         | Maria Tomba         | Goodbye (voglio Good Vibes)                 | 2.                    | 2.                    | 14,14 %               | 2.                    |
| II    | 4                         | Settembre           | Vertebre                                    | 1.                    | 1.                    | 85,86 %               | 1.                    |

#### Auftritte derCampioni
| Reihenfolge des Auftritts | Interpret           | Lied                   | Abstimmungsergebnisse | Abstimmungsergebnisse | Abstimmungsergebnisse |
| Reihenfolge des Auftritts | Interpret           | Lied                   | Radiojury (50 %)      | Televoting (50 %)     | Insgesamt             |
| ------------------------- | ------------------- | ---------------------- | --------------------- | --------------------- | --------------------- |
| 1                         | Rocco Hunt          | Mille vote ancora      | 15.                   | 5,93 %                | 8.                    |
| 2                         | Elodie              | Dimenticarsi alle 7    | 9.                    | 5,2 %                 | 7.                    |
| 3                         | Lucio Corsi         | Volevo essere un duro  | 4.                    | 10,66 %               | 5.                    |
| 4                         | The Kolors          | Tu con chi fai l’amore | 5.                    | 2,42 %                | 9.                    |
| 5                         | Serena Brancale     | Anema e core           | 13.                   | 1,62 %                | 13.                   |
| 6                         | Fedez               | Battito                | 11.                   | 19,39 %               | 2.                    |
| 7                         | Francesca Michielin | Fango in paradiso      | 10.                   | 1,6 %                 | 12.                   |
| 8                         | Simone Cristicchi   | Quando sarai piccola   | 2.                    | 20,49 %               | 1.                    |
| 9                         | Marcella Bella      | Pelle diamante         | 14.                   | 0,72 %                | 15.                   |
| 10                        | Bresh               | La tana del granchio   | 8.                    | 6,02 %                | 6.                    |
| 11                        | Achille Lauro       | Incoscienti giovani    | 3.                    | 10,55 %               | 4.                    |
| 12                        | Giorgia             | La cura per me         | 1.                    | 9,79 %                | 3.                    |
| 13                        | Rkomi               | Il ritmo delle cose    | 12.                   | 1,54 %                | 14.                   |
| 14                        | Rose Villain        | Fuorilegge             | 7.                    | 2,03 %                | 11.                   |
| 15                        | Willie Peyote       | Grazie ma no grazie    | 6.                    | 2,05 %                | 10.                   |

#### Gäste
- Damiano David (Sänger)
- Alessandro Borghi (Schauspieler)
- Alessandro Gervasi und Francesco Del Gaudio (Schauspieler)
- Edoardo Leo, Pilar Fogliati, Emanuela Fanelli, Maria Chiara Giannetta, Claudia Pandolfi, Vittoria Puccini, Marco Giallini, Maurizio Lastrico, Rocco Papaleo und Claudio Santamaria (Schauspieler)
- Carolina Kostner (Eiskunstläuferin)
- Vittoria Puccini, Carmine Recano und Giacomo Giorgio (Schauspieler)

### Dritter Abend
Am dritten Abend wurden die verbliebenen 14 Beiträge der Hauptkategorie zum zweiten Mal aufgeführt. Über diese stimmten erneut die Radiojury (50 %) und das Publikum über Televoting (50 %) ab. Die zwei verbliebenen Newcomer traten noch einmal auf. Nach einer letzten Abstimmung von Pressejury (33 %), Radiojury (33 %) und Publikum (34 %) wurde der Siegerbeitrag der Newcomer-Kategorie bestimmt.
Komoderatoren des Abends waren Miriam Leone, Elettra Lamborghini und Katia Follesa.

#### Auftritte derCampioni
| Reihenfolge des Auftritts | Interpret                           | Lied                 | Abstimmungsergebnisse | Abstimmungsergebnisse | Abstimmungsergebnisse |
| Reihenfolge des Auftritts | Interpret                           | Lied                 | Radiojury (50 %)      | Televoting (50 %)     | Insgesamt             |
| ------------------------- | ----------------------------------- | -------------------- | --------------------- | --------------------- | --------------------- |
| 1                         | Clara                               | Febbre               | 12.                   | 1,24 %                | 14.                   |
| 2                         | Brunori Sas                         | L’albero delle noci  | 2.                    | 35,09 %               | 1.                    |
| 3                         | Sarah Toscano                       | Amarcord             | 10.                   | 3,72 %                | 8.                    |
| 4                         | Massimo Ranieri                     | Tra le mani un cuore | 11.                   | 2,58 %                | 11.                   |
| 5                         | Joan Thiele                         | Eco                  | 7.                    | 1,56 %                | 12.                   |
| 6                         | Shablo mit Guè, Joshua und Tormento | La mia parola        | 9.                    | 2,85 %                | 10.                   |
| 7                         | Noemi                               | Se t’innamori muori  | 4.                    | 2,72 %                | 6.                    |
| 8                         | Olly                                | Balorda nostalgia    | 3.                    | 26,22 %               | 2.                    |
| 9                         | Coma_Cose                           | Cuoricini            | 1.                    | 2,07 %                | 5.                    |
| 10                        | Modà                                | Non ti dimentico     | 13.                   | 4,24 %                | 9.                    |
| 11                        | Tony Effe                           | Damme ’na mano       | 14.                   | 4,96 %                | 7.                    |
| 12                        | Irama                               | Lentamente           | 8.                    | 7,2 %                 | 3.                    |
| 13                        | Francesco Gabbani                   | Viva la vita         | 5.                    | 4,24 %                | 4.                    |
| 14                        | Gaia                                | Chiamo io chiami tu  | 6.                    | 1,32 %                | 13.                   |

#### Auftritte derNuove Proposte
| Reihenfolge des Auftritts | Interpret | Lied     | Abstimmungsergebnisse | Abstimmungsergebnisse | Abstimmungsergebnisse | Abstimmungsergebnisse |
| Reihenfolge des Auftritts | Interpret | Lied     | Pressejury (33 %)     | Radiojury (33 %)      | Televoting (34 %)     | Insgesamt             |
| ------------------------- | --------- | -------- | --------------------- | --------------------- | --------------------- | --------------------- |
| 1                         | Settembre | Vertebre | 1.                    | 1.                    | 49,03 %               | 52,5 %                |
| 2                         | Alex Wyse | Rockstar | 2.                    | 2.                    | 50,97 %               | 47,5 %                |

#### Gäste
- Edoardo Bennato (Musiker)
- Dario D’Ambrosi (Schauspieler)
- Duran Duran (Band)
- Iva Zanicchi (Sängerin)

### Vierter Abend
Am vierten Abend traten alle Teilnehmer mit einem vor 2024 veröffentlichten Lied (Cover) zusammen mit Duettpartnern nach Wahl auf. Teilnehmer konnten auch gemeinsam auftreten. Darüber stimmten Pressejury (33 %), Radiojury (33 %) und Publikum (34 %) ab, wobei die Wertung des Abends nur der Bestimmung des besten Covers diente und nicht in die Gesamtwertung einfloss.
Komoderatoren des Abends waren Mahmood und Geppi Cucciari.

#### Auftritte derCampioni(Duette)
| Reihenfolge des Auftritts | Interpret mit Duettpartner                           | Lied (Originalinterpret)                                    | Abstimmungsergebnisse | Abstimmungsergebnisse | Abstimmungsergebnisse | Abstimmungsergebnisse |
| Reihenfolge des Auftritts | Interpret mit Duettpartner                           | Lied (Originalinterpret)                                    | Pressejury (33 %)     | Radiojury (33 %)      | Televoting (34 %)     | Insgesamt             |
| ------------------------- | ---------------------------------------------------- | ----------------------------------------------------------- | --------------------- | --------------------- | --------------------- | --------------------- |
| 1                         | Rose Villain mit Chiello                             | Fiori rosa, fiori di pesco (Lucio Battisti)                 | 25.                   | 25.                   | 1,07 %                | 26.                   |
| 2                         | Modà mit Francesco Renga                             | Angelo (Francesco Renga)                                    | 24.                   | 24.                   | 2,33 %                | 18.                   |
| 3                         | Clara mit Il Volo                                    | The Sound of Silence (Simon & Garfunkel)                    | 18.                   | 13.                   | 5,11 %                | 9.                    |
| 4                         | Noemi und Tony Effe                                  | Tutto il resto è noia (Franco Califano)                     | 26.                   | 26.                   | 2,16 %                | 21.                   |
| 5                         | Francesca Michielin und Rkomi                        | La nuova stella di Broadway (Cesare Cremonini)              | 23.                   | 21.                   | 1,50 %                | 19.                   |
| 6                         | Lucio Corsi mit Topo Gigio                           | Nel blu, dipinto di blu (Domenico Modugno)                  | 2.                    | 2.                    | 11,66 %               | 2.                    |
| 7                         | Serena Brancale mit Alessandra Amoroso               | If I Ain’t Got You (Alicia Keys)                            | 4.                    | 3.                    | 2,69 %                | 13.                   |
| 8                         | Irama mit Arisa                                      | Say Something (A Great Big World mit Christina Aguilera)    | 10.                   | 8.                    | 6,44 %                | 6.                    |
| 9                         | Gaia mit Toquinho                                    | La voglia, la pazzia (Ornella Vanoni)                       | 20.                   | 11.                   | 0,61 %                | 22.                   |
| 10                        | The Kolors mit Sal Da Vinci                          | Rossetto e caffè (Sal Da Vinci)                             | 13.                   | 7.                    | 4,42 %                | 10.                   |
| 11                        | Marcella Bella mit Twin Violins                      | L’emozione non ha voce (Adriano Celentano)                  | 22.                   | 22.                   | 0,76 %                | 24.                   |
| 12                        | Rocco Hunt mit Clementino                            | Yes, I Know My Way (Pino Daniele)                           | 7.                    | 10.                   | 5,73 %                | 7.                    |
| 13                        | Francesco Gabbani mit Tricarico                      | Io sono Francesco (Tricarico)                               | 17.                   | 23.                   | 1,69 %                | 15.                   |
| 14                        | Giorgia mit Annalisa                                 | Skyfall (Adele)                                             | 1.                    | 1.                    | 14,27 %               | 1.                    |
| 15                        | Simone Cristicchi mit Amara                          | La cura (Franco Battiato)                                   | 8.                    | 4.                    | 3,49 %                | 11.                   |
| 16                        | Sarah Toscano mit Ofenbach                           | Overdrive (Ofenbach)                                        | 16.                   | 20.                   | 1,59 %                | 14.                   |
| 17                        | Coma_Cose mit Johnson Righeira                       | L’estate sta finendo (Righeira)                             | 9.                    | 5.                    | 0,54 %                | 16.                   |
| 18                        | Joan Thiele mit Frah Quintale                        | Che cosa c’è (Gino Paoli)                                   | 21.                   | 19.                   | 0,81 %                | 23.                   |
| 19                        | Olly mit Goran Bregović und Wedding and Funeral Band | Il pescatore (Fabrizio De André)                            | 15.                   | 16.                   | 7,34 %                | 4.                    |
| 20                        | Elodie und Achille Lauro                             | A mano a mano (Rino Gaetano) / Folle città (Loredana Bertè) | 3.                    | 6.                    | 4,98 %                | 8.                    |
| 21                        | Massimo Ranieri mit Neri per Caso                    | Quando (Pino Daniele)                                       | 14.                   | 14.                   | 0,78 %                | 20.                   |
| 22                        | Willie Peyote mit Tiromancino und Ditonellapiaga     | Un tempo piccolo (Franco Califano)                          | 19.                   | 18.                   | 0,29 %                | 25.                   |
| 23                        | Brunori Sas mit Riccardo Sinigallia und Dimartino    | L’anno che verrà (Lucio Dalla)                              | 11.                   | 15.                   | 6,70 %                | 5.                    |
| 24                        | Fedez mit Marco Masini                               | Bella stronza (Marco Masini)                                | 5.                    | 12.                   | 8,53 %                | 3.                    |
| 25                        | Bresh mit Cristiano De André                         | Creuza de mä (Fabrizio De André)                            | 6.                    | 9.                    | 3,61 %                | 12.                   |
| 26                        | Shablo feat. Guè, Joshua und Tormento mit Neffa      | Amor de mi vida (Sottotono) / Aspettando il sole (Neffa)    | 12.                   | 17.                   | 0,93 %                | 17.                   |

#### Gäste
- Roberto Benigni (Komiker)
- Paolo Kessisoglu (Schauspieler)

### Fünfter Abend
Im Finale präsentierten alle Teilnehmer der Hauptkategorie erneut ihren Festivalbeitrag; die Top fünf der ersten Abstimmungsrunde von Pressejury (33 %), Radiojury (33 %) und Publikum (34 %) gelangten in die Endrunde. Nach einer letzten Abstimmung (wieder durch Pressejury, Radiojury und Publikum) wurde der Siegerbeitrag gekürt.
Komoderatoren des Abends waren Alessia Marcuzzi und Alessandro Cattelan.

#### Auftritte derCampioni
| Reihenfolge des Auftritts | Interpret                           | Lied                   | Abstimmungsergebnisse | Abstimmungsergebnisse | Abstimmungsergebnisse | Abstimmungsergebnisse | Abstimmungsergebnisse | Abstimmungsergebnisse |
| Reihenfolge des Auftritts | Interpret                           | Lied                   | 5. Abend              | 5. Abend              | 5. Abend              | 5. Abend              | Insgesamt             |                       |
| Reihenfolge des Auftritts | Interpret                           | Lied                   | Pressejury (33 %)     | Radiojury (33 %)      | Televoting (34 %)     | Insgesamt             | Insgesamt             |                       |
| ------------------------- | ----------------------------------- | ---------------------- | --------------------- | --------------------- | --------------------- | --------------------- | --------------------- | --------------------- |
| 1                         | Francesca Michielin                 | Fango in paradiso      | 21.                   | 19.                   | 0,58 %                | 22.                   | 21.                   |                       |
| 2                         | Willie Peyote                       | Grazie ma no grazie    | 12.                   | 8.                    | 1,09 %                | 12.                   | 16.                   |                       |
| 3                         | Marcella Bella                      | Pelle diamante         | 27.                   | 27.                   | 0,37 %                | 29.                   | 29.                   |                       |
| 4                         | Bresh                               | La tana del granchio   | 17.                   | 14.                   | 2,15 %                | 11.                   | 11.                   |                       |
| 5                         | Modà                                | Non ti dimentico       | 28.                   | 28.                   | 1,29 %                | 26.                   | 22.                   |                       |
| 6                         | Rose Villain                        | Fuorilegge             | 15.                   | 16.                   | 1,06 %                | 15.                   | 19.                   |                       |
| 7                         | Tony Effe                           | Damme ’na mano         | 29.                   | 29.                   | 1,86 %                | 24.                   | 25.                   |                       |
| 8                         | Clara                               | Febbre                 | 26.                   | 24.                   | 0,49 %                | 28.                   | 27.                   |                       |
| 9                         | Serena Brancale                     | Anema e core           | 16.                   | 20.                   | 0,87 %                | 19.                   | 24.                   |                       |
| 10                        | Brunori Sas                         | L’albero delle noci    | 4.                    | 5.                    | 17,44 %               | 1.                    | 1.                    |                       |
| 11                        | Francesco Gabbani                   | Viva la vita           | 10.                   | 13.                   | 2,38 %                | 8.                    | 8.                    |                       |
| 12                        | Noemi                               | Se t’innamori muori    | 9.                    | 9.                    | 0,79 %                | 13.                   | 13.                   |                       |
| 13                        | Rocco Hunt                          | Mille vote ancora      | 23.                   | 26.                   | 1,55 %                | 18.                   | 15.                   |                       |
| 14                        | The Kolors                          | Tu con chi fai l’amore | 18.                   | 10.                   | 0,71 %                | 17.                   | 14.                   |                       |
| 15                        | Olly                                | Balorda nostalgia      | 5.                    | 7.                    | 16,26 %               | 2.                    | 2.                    |                       |
| 16                        | Achille Lauro                       | Incoscienti giovani    | 3.                    | 3.                    | 8,54 %                | 5.                    | 7.                    |                       |
| 17                        | Coma_Cose                           | Cuoricini              | 8.                    | 4.                    | 1,24 %                | 9.                    | 10.                   |                       |
| 18                        | Giorgia                             | La cura per me         | 1.                    | 1.                    | 8,03 %                | 4.                    | 6.                    |                       |
| 19                        | Simone Cristicchi                   | Quando sarai piccola   | 6.                    | 6.                    | 3,75 %                | 7.                    | 4.                    |                       |
| 20                        | Elodie                              | Dimenticarsi alle 7    | 11.                   | 18.                   | 1,14 %                | 14.                   | 12.                   |                       |
| 21                        | Lucio Corsi                         | Volevo essere un duro  | 2.                    | 2.                    | 12,31 %               | 3.                    | 3.                    |                       |
| 22                        | Irama                               | Lentamente             | 25.                   | 22.                   | 2,89 %                | 10.                   | 9.                    |                       |
| 23                        | Fedez                               | Battito                | 7.                    | 12.                   | 9,65 %                | 6.                    | 5.                    |                       |
| 24                        | Shablo mit Guè, Joshua und Tormento | La mia parola          | 13.                   | 17.                   | 0,9 %                 | 16.                   | 18.                   |                       |
| 25                        | Joan Thiele                         | Eco                    | 14.                   | 11.                   | 0,38 %                | 21.                   | 20.                   |                       |
| 26                        | Massimo Ranieri                     | Tra le mani un cuore   | 20.                   | 25.                   | 0,4 %                 | 27.                   | 23.                   |                       |
| 27                        | Gaia                                | Chiamo io chiami tu    | 22.                   | 15.                   | 0,33 %                | 23.                   | 26.                   |                       |
| 28                        | Rkomi                               | Il ritmo delle cose    | 24.                   | 23.                   | 0,54 %                | 25.                   | 28.                   |                       |
| 29                        | Sarah Toscano                       | Amarcord               | 19.                   | 21.                   | 0,99 %                | 20.                   | 17.                   |                       |

| Interpret         | Lied                  | Abstimmungsergebnisse | Abstimmungsergebnisse | Abstimmungsergebnisse | Abstimmungsergebnisse | Abstimmungsergebnisse | Abstimmungsergebnisse |
| Interpret         | Lied                  | Endrunde              | Endrunde              | Endrunde              | Endrunde              | Insgesamt             |                       |
| Interpret         | Lied                  | Radiojury (33 %)      | Pressejury (33 %)     | Televoting (34 %)     | Insgesamt             | Insgesamt             |                       |
| ----------------- | --------------------- | --------------------- | --------------------- | --------------------- | --------------------- | --------------------- | --------------------- |
| Olly              | Balorda nostalgia     | 2.                    | 2.                    | 31,05 %               | 2.                    | 23,84 %               |                       |
| Lucio Corsi       | Volevo essere un duro | 1.                    | 1.                    | 25,7 %                | 1.                    | 23,39 %               |                       |
| Brunori Sas       | L’albero delle noci   | 3.                    | 3.                    | 16,6 %                | 3.                    | 20,32 %               |                       |
| Fedez             | Battito               | 5.                    | 4.                    | 20,51 %               | 4.                    | 17,67 %               |                       |
| Simone Cristicchi | Quando sarai piccola  | 4.                    | 5.                    | 6,13 %                | 5.                    | 14,78 %               |                       |

#### Gäste
- Gabry Ponte (Musikproduzent)
- Alberto Angela (Journalist)
- Edoardo Bove (Fußballspieler)
- Antonello Venditti (Sänger)
- Vanessa Scalera (Schauspielerin)
- Mahmood (Sänger)

## Dopofestival
Die Talkshow Dopofestival fand an den ersten vier Abenden im Anschluss an das Festival statt. Sie wurde von Alessandro Cattelan moderiert, unter Mitwirkung von Selvaggia Lucarelli, Anna Dello Russo, Alessandra Celentano und Street Clerks.

## Einschaltquoten
| Ausstrahlung     | Durchschnitt | Durchschnitt |
| Ausstrahlung     | Zuschauer    | Quoten       |
| ---------------- | ------------ | ------------ |
| 11. Februar 2025 | 12.600.000   | 65,3 %       |
| 12. Februar 2025 | 11.700.000   | 64,5 %       |
| 13. Februar 2025 | 10.700.000   | 59,8 %       |
| 14. Februar 2025 | 13.575.000   | 70,8 %       |
| 15. Februar 2025 | 13.427.000   | 73,1 %       |
| Durchschnitt     | 12.400.400   | 66,7 %       |

## Belege
1. ↑  Matthias Rüb: Olly will nicht zum ESC: Warum hat er diese Chance verstreichen lassen? In: FAZ.net. 23. Februar 2025, abgerufen am 23. Februar 2025.
2. ↑  Renato Franco, Giuseppe Guastella: Emis Killa ha rinunciato al Festival di Sanremo. Il rapper sui social: «Preferisco fare un passo indietro». In: Corriere.it. 29. Januar 2025, abgerufen am 29. Januar 2025 (italienisch).
3. ↑  “Sanremo Giovani” secondo Carlo Conti: ecco il regolamento. In: Rockol.it. Abgerufen am 15. Juli 2024 (italienisch).
4. 1 2 3 4 5 6  Sanremo 2025: Risultati Televoto Campioni. (PDF; 0,2 MB) Rai, 16. Februar 2025, abgerufen am 16. Februar 2025 (italienisch).
5. 1 2  Sanremo 2025: Risultati Televoto Nuove Proposte. (PDF; 0,09 MB) Rai, 14. Februar 2025, abgerufen am 16. Februar 2025 (italienisch).
6. ↑  Gli ascolti della prima serata di Sanremo 2025. Rai, 12. Februar 2025, abgerufen am 12. Februar 2025 (italienisch).
7. ↑  Gli ascolti della seconda serata del Festival 2025. Rai, 13. Februar 2025, abgerufen am 13. Februar 2025 (italienisch).
8. ↑  Gli ascolti della terza serata del Festival 2025. Rai, 14. Februar 2025, abgerufen am 14. Februar 2025 (italienisch).
9. ↑  Gli ascolti della quarta serata del Festival. Rai, 15. Februar 2025, abgerufen am 15. Februar 2025 (italienisch).
10. ↑  Gli ascolti della serata finale di Sanremo 2025 (2). Rai, 16. Februar 2025, abgerufen am 16. Februar 2025 (italienisch).